# (139775) 2001 QG298
(139775) 2001 QG298 est un objet transneptunien binaire du groupe des plutinos découvert le 19 août 2001, son diamètre serait d'environ 152 km.

## Orbite
L'orbite de 2001 QG298 possède un demi-grand axe de 39,652 ua et une période orbitale d'environ 250 ans. Son périhélie l'amène à 31,762 ua du Soleil et son aphélie l'en éloigne de 47,542 ua. Il s'agit d'un plutino.

## Satellite
Une lune nommée S/2004 (139775) 1 a été découverte en 2003, elle possède une dimension similaire 132 km et orbite à 172 km,. Cet transneptunien peut être qualifié d'objet double.